# Saint-Félix-de-Tournegat
Saint-Félix-de-Tournegat – miejscowość i gmina we Francji, w regionie Oksytania, w departamencie Ariège.
Według danych na rok 1990 gminę zamieszkiwały 104 osoby, a gęstość zaludnienia wynosiła 10 osób/km² (wśród 3020 gmin regionu Midi-Pireneje Saint-Félix-de-Tournegat plasuje się na 959. miejscu pod względem liczby ludności, natomiast pod względem powierzchni na miejscu 1058.).